# Iglesia de Sica Sica
La iglesia de Sica Sica, denominada originalmente Iglesia de San Pedro, es una edificación ubicada en la población de Sica Sica,  Provincia Aroma del departamento de La Paz. Es un templo católico de la época colonial. Sica Sica se encuentra a 150 km de la ciudad de La Paz.

## Historia

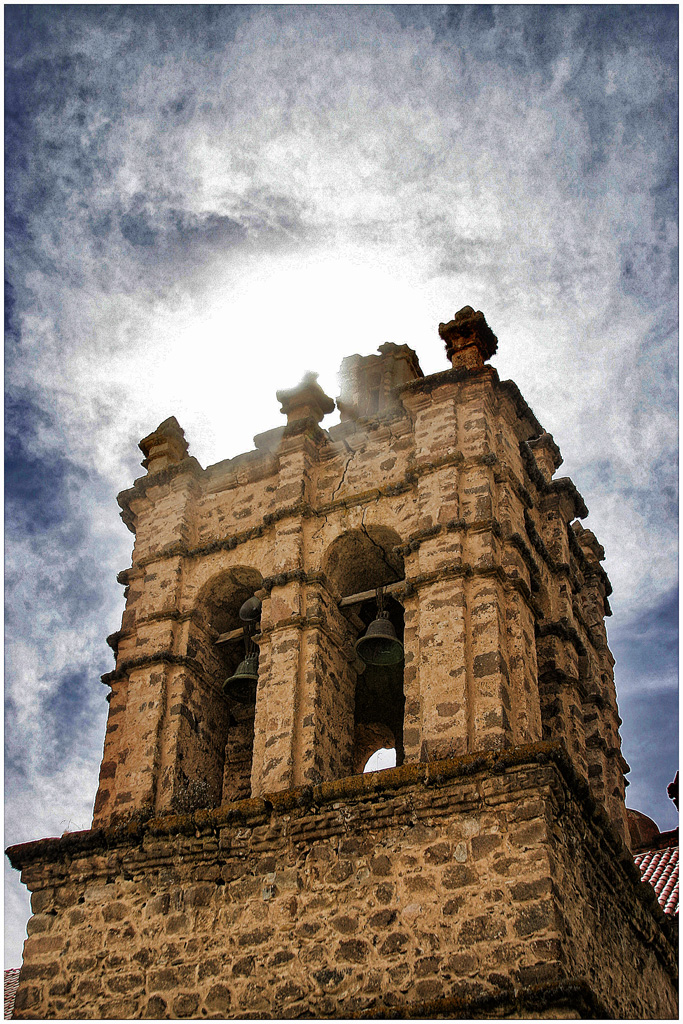
Campanario del templo.

La Iglesia fue construida en el siglo XVI gracias al auge del pueblo tras el descubrimiento de minas de plata en las cercanías, según los estudiosos Teresa Gisbert y José de Mesa. La iglesia fue remodelada el siglo XVIII, dándole el aspecto renacentista del Collao que exhibe actualmente.

## Características
La iglesia, fue construida durante la colonia, está construida en piedra y adobe, la nave única está reforzada con contrafuertes.
uno de los elementos destacados del templo es la portada que exhibe seis columnas salomónicas labradas en piedra.

## Restauraciones
La iglesia fue restaurada en tres ocasiones, dos veces durante la década de los 70 del siglo XX y una tercera en 1996, tras un incendio que acabó con la cubierta original y con varios cuadros de la escuela del Collao que se exhibían en el templo.